# Variations héroïques
Pour les articles homonymes, voir Introduction, thème et variations.
« Variations eroica »
Les Variations héroïques (ou Variations « eroica ») op. 35 de Ludwig van Beethoven, sont un cycle de quinze variations et une fugue en mi bémol majeur sur un thème commun à son ballet Les Créatures de Prométhée, la septième de ses 12 Contredanses, WoO 14 (1800 – 1802), et à sa Symphonie nº 3 (composée un an plus tard). Composées en 1802 à Leipzig, elles sont dédiées au comte Moritz von Lichnowski, frère du prince Carl Alois de Lichnowsky.

## Histoire

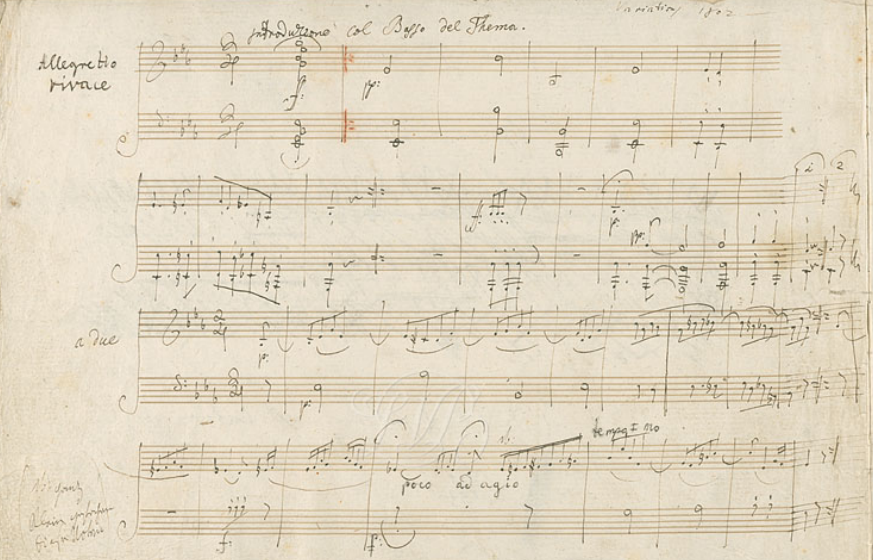
Partition autographe conservée à Bonn.

### Genèse
La composition de l′œuvre est contemporaine de celle du Concerto pour piano nº 3, de la Symphonie nº 2 et des « petites » Variations op. 34, sûrement achevées la même année.

## Structure générale de l'œuvre
|                  | Mesure no | Indication(s)     | Nuance(s) principale(s) |
| ---------------- | --------- | ----------------- | ----------------------- |
| Thème            | 1         | Allegretto vivace | Fortissimo              |
| Variation no 1   | 92        | -                 | Piano                   |
| Variation no 2   | 110       | -                 | Forte                   |
| Variation no 3   | 128       | -                 | Forte                   |
| Variation no 4   | 146       | -                 | Piano                   |
| Variation no 5   | 165       | -                 | Pianissimo              |
| Variation no 6   | 183       | -                 | Piano                   |
| Variation no 7   | 209       | Canone all′ottava | Forte                   |
| Variation no 8   | 228       | -                 | Pianissimo              |
| Variation no 9   | 248       | -                 | sempre                  |
| Variation no 10  | 271       | -                 | Piano                   |
| Variation no 11  | 290       | -                 | Piano                   |
| Variation no 12  | 310       | -                 | Piano                   |
| Variation no 13  | 328       | -                 | sempre                  |
| Variation no 14  | 347       | Minore            | Piano                   |
| Variation no 15  | 380       | Maggiore          | Piano                   |
| Finale alla fuga | 418       | Allegro con brio  | -                       |

## Analyse

### Thème

#### Structure

##### Introduzione col basso del tema
Allegretto vivace en mi bémol majeur. Exposition de la basse du thème en blanches et noires.

##### A Due
Entrée de a deuxième voix

##### A Tre
Entrée de la troisième voix

##### A Quattro
Entrée de la quatrième voix

### Variation II
En triolets de doubles croches avec un épisode presto en gammes montantes et descendantes diatoniques et chromatiques.

### Variation XV
« Feux d'artifice » de quadruples croches en traits, gammes parallèles ou contraires monodiques, en tierces ou en accords, notes répétées, trilles conclus sur une coda en rythmes pointés, deux mesures d’arpèges de quadruples croches à la basse avant un accord final de septième majeure arpégé (mi , sol, si , ré).

### Finale alla fuga
Fugue à trois voix allegro con brio précède une mesure adagio médian avant la deuxième partie andante con moto tout en traits de triolets de doubles croches, triples croches et sauts d'octaves tenus.

## Source

### Ouvrage(s) de référence
- Élisabeth Brisson, Guide de la musique de Beethoven, Paris, Fayard, coll. « Les indispensables de la musique », 2005, 55864e éd., 878 p. (ISBN 978-2-213-62434-1 et 2213624348), p. 283 - 287.

### Autres références
1. 1 2 3 4  Partition et notice dans International Music Score Library Project